# Emerson, Lake & Palmer
Emerson, Lake & Palmer (también conocida como ELP) fue una superbanda inglesa de rock progresivo formada en Croydon (Londres) en 1970, que alcanzó su mayor popularidad en la década de 1970, vendiendo más de 35 millones de discos y realizando multitudinarios conciertos.
La espectacularidad de sus grabaciones y presentaciones les pusieron a la altura de las grandes bandas de su época. El trío, al mismo tiempo, preparó el camino a otras bandas progresivas para la difusión del género, pasando de una especie de gueto musical a convertirse en un fenómeno radiofónico.
Dentro de la explosión progresiva de la Gran Bretaña de finales de los años 60, el trío Emerson, Lake & Palmer se convirtió en uno de los nombres más significativos y de mayor éxito comercial del estilo progresivo, caracterizado por una amalgama entre rock y música clásica, que ponía de manifiesto el talento instrumental de sus protagonistas. El terceto estaba compuesto por tres conocidos músicos de la escena británica: el tecladista Keith Emerson (proveniente de The Nice); el bajista, guitarrista y cantante Greg Lake (proveniente de The Gods y King Crimson); y el baterista Carl Palmer (proveniente de The Crazy World of Arthur Brown y Atomic Rooster).

## Historia

### Formación y primeros años
La génesis de la banda se remonta a los últimos años de la década de los sesenta. Keith Emerson (Todmorden, Yorkshire del Oeste, 2 de noviembre de 1944 – Santa Mónica, California, 11 de marzo de 2016), a quien bautizaron el «Jimi Hendrix de los teclados», tenía un grupo llamado The Nice, que, aunque había colocado algunos sencillos en las listas, era más conocido por sus extravagantes presentaciones en vivo que por otra cosa. En dos de sus presentaciones le tocó compartir el escenario con King Crimson. Sobre su segundo encuentro, el 17 de octubre de 1969 en el Fairfield Hall de Croydon, Greg Lake (Poole, Dorset, 10 de noviembre de 1947 – Londres, 7 de diciembre de 2016) recuerda:

Estábamos en el Fillmore West en San Francisco y King Crimson se presentaba junto a The Nice. King Crimson se había empezado a desintegrar en ese tiempo y durante la prueba de sonido conversé con Keith. Él pensaba que había llevado a The Nice tan lejos como se podía. Durante esa prueba de sonido él (Emerson) estaba ensayando esta canción... que no puedo recordar su nombre, pero que era de jazz. Y entonces empecé a tocar junto a él y bueno...
Greg Lake

Otra anécdota a destacar es que, antes de incluir a Carl Palmer (nacido en Birmingham el 20 de marzo de 1950), Emerson y Lake se habían contactado con Mitch Mitchell de The Jimi Hendrix Experience para ofrecerle el lugar de baterista en la banda. Mitchell se mostró desinteresado pero le pasó la idea a Jimi Hendrix, quien, cansado de estar en su banda y con ganas de probar algo diferente, le pudiera satisfacer y formar parte del supergrupo. Tras la incorporación de Palmer, la prensa británica comenzó a especular sobre la formación de un supergrupo llamado HELP (Hendrix, Emerson, Lake & Palmer). Debido a problemas de calendario en las giras algunos planes no pudieron concretarse, pero la idea inicial del trío de tocar con el guitarrista después del Festival de la isla de Wight y la posibilidad de que este se les uniera eran casi realidad. Sin embargo, Jimi Hendrix falleció casi un mes después del aclamado festival y el proyecto jamás se concretó.
Los primeros ensayos del grupo partieron del repertorio de The Nice y King Crimson, incluyendo sus temas más conocidos: "Rondo" y "21st-Century Schizoid Man", respectivamente. En agosto de 1970 (aún sin tener terminado el material para su primer álbum) Emerson, Lake & Palmer se presentaron en el Plymouth Guildhall en Inglaterra y cuatro días más tarde en el célebre Festival de la isla de Wight el 29 de agosto de 1970, donde lograron un éxito inmediato. En ese mismo festival se presentaron artistas de la talla de Jimi Hendrix, Jethro Tull, Bob Dylan, The Doors, The Who y Jefferson Airplane.

### Comienzos
El primer disco, titulado Emerson, Lake & Palmer, estuvo listo en septiembre y fue puesto a la venta en noviembre, convirtiéndose en un gran éxito que estuvo entre los 10 más vendidos en Inglaterra y entre los 20 de Estados Unidos, todo este éxito se vio ayudado por el sencillo "Lucky Man" y su presentación rápidamente se dio a conocer como un espectáculo digno de ver. Esta obra clasificada como uno de los discos mejores hechos por el trío en su carrera a pesar de que no goce de composiciones hechas íntegramente por los miembros del grupo en conjunto. El disco contiene cortes como "The Barbarian" (basada en la obra "Allegro Barbaro" del compositor húngaro Béla Bartók de 1911) y "Knife Edge" (otro arreglo, en este caso basado en la "Sinfonietta" del compositor checo Leoš Janáček).
Luego llegaría Tarkus, el segundo disco del supergrupo, un trabajo conceptual lanzado en 1971 que alcanzó el número 1 en el Reino Unido y en los Estados Unidos el número 9. Su sonido se presentaba algo más elaborado y complejo, con una primera cara dominada por una extensa suite.
Keith Emerson estaba interesado en explotar todo el rango de posibilidades del sintetizador concibiendo una suite cuya apertura era una erupción de sonido. Por su parte Palmer había encontrado un patrón de batería bastante inusual que quería usar a toda costa. Cuando ambos le presentaron sus ideas a Lake, que hizo de productor en el primer disco, no logró entroncar con el tema. Dudó y empezaron una serie de discusiones que hicieron pensar que no habría segundo disco. Finalmente el grupo acordó estar en desacuerdo sobre la pista sobre la que había diferencias: "Tarkus". Al final el tema se convirtió en el título del disco, conocida por ser una de las composiciones más espectaculares y representativas del rock progresivo y lo que ayudó definir el sonido de Emerson, Lake & Palmer como se lo conoce hoy.
Más tarde el grupo grabó una adaptación de la obra del compositor Modest Petróvich Músorgski, Pictures at an Exhibition, durante una presentación en vivo en Newcastle City Hall el 26 de marzo de 1971. El disco fue puesto a la venta y rápidamente se convirtió en un éxito.

### Consagración
Ocho meses después Emerson, Lake & Palmer sacó a la venta Trilogy, otro de los trabajos más aclamados. La experiencia de su antecesor y el éxito alcanzado hizo que los tres músicos se entendieran mejor y que en este nuevo disco sus aportes estuvieran al mismo nivel cada cual asumiendo su responsabilidad musical. De hecho, Lake nunca había cantado mejor o el grupo sonado más relajado. Nuevamente fue un éxito comercial alcanzando el segundo lugar en las listas británicas. El número que se destacó de los demás y se convirtió en una especie de sello del grupo, la adaptación del tema "Rodeo" de Aaron Copland titulado "Hoedown". Además de otras canciones sumamente destacables como la explosión de rock progresivo de "Trilogy" y la balada acústica "From the Beginning".
En diciembre de 1973 el terceto pone a la venta Brain Salad Surgery. Aquí la banda incorpora en la escritura de las letras de las canciones a Peter Sinfield conocido por su trabajo con King Crimson con lo que dio un toque sombrío y apocalíptico en las líricas del álbum. Uno de los temas más representativos son "Jerusalem", que es una selección en la que cantan el poema del mismo nombre, escrito por William Blake, con el ritmo de la obra compuesta por Hubert Parry (fue el único sencillo pero fue censurado en el Reino Unido por el contenido de su lírica), y la adaptación del cuarto movimiento del concierto para piano del compositor argentino Alberto Ginastera "Toccata". Nuevamente el trío llegaría a las altas posiciones tanto en las listas europeas (alcanzando en el Reino Unido la segunda posición) como en Estados Unidos.
La siguiente gira mundial fue registrada en un triple disco en directo titulado Welcome Back My Friends to the Show That Never Ends. Durante ese tour se dejó en claro que Emerson, Lake & Palmer era una de las bandas más importantes de la década por ese entonces cuando cerró el célebre festival California Jam el 6 de abril de 1974. Dicho festival contó también con la participación de renombradas bandas como Deep Purple, Black Sabbath y Eagles.

### Declive
Tras algunas tensiones y, consecuentemente, tres años de silencio, se juntaron nuevamente en el estudio. Su siguiente trabajo llamado Works, Vol. 1, lanzado en 1977, fue el final de los triunfos y la disolución del sonido del grupo. Cada integrante de la banda se sentía incómodo con el otro y preferían trabajar en sus propios discos antes que producir juntos. Sin embargo, la cordura prevaleció y se dieron cuenta de que ningún proyecto en solitario iba a ser mejor que un disco en conjunto. Este álbum fue una solución salomónica de dos LP en los que cada artista tenía una cara del disco y una cuarta era colectiva.
El disco no vendió lo acostumbrado y el grupo dejó de sonar igual, el LP había destruido la unidad del trío. Parecía que lo único que los motivaba a tocar eran sus obligaciones contractuales. Más grave aún fue el hecho que perdieron tiempo trabajando en un doble LP mientras que el gusto de la gente estaba cambiando. Las bandas de rock progresivo fueron criticadas porque bajó el nivel de abstracción de la gente frente a canciones de larga duración, los discos conceptuales y la fusión entre lo clásico y el rock. La música disco, un pop rock cada vez más liviano y el auge de la reciente música punk comenzaron a acaparar el interés del público. Igualmente, y a pesar de todo, el grupo colocó un número uno en las listas con uno de sus temas más conocidos, "Fanfare for the Common Man".
Works, Vol. 2, que salió a la venta en noviembre de 1977, no fue más que una colección de oscuros lados B y algunos temas de hacía cuatro años.
Los dos discos fueron apoyados por una gira norteamericana que duró desde mayo de 1977 hasta marzo de 1978. Algunos conciertos se realizaron con una orquesta, pero la idea fue dejada de lado durante el viaje debido a las limitaciones presupuestarias. De acuerdo con el documental Beyond the Beginning, la banda perdió alrededor de $ 3 millones en el tour. Lake y Palmer culparon a Emerson por la pérdida, debido a que el uso de una orquesta de gira fue su idea. Un álbum en vivo del espectáculo en el Estadio Olímpico de Montreal, Canadá el 26 de agosto de 1977, y las pistas de otras fechas, fue publicado en noviembre de 1979 como In Concert y alcanzó el número 73 en los EE. UU. Emerson deseaba lanzar álbum doble del concierto de Montreal, pero Atlantic decidió no hacerlo debido a la disolución pendiente de la banda en su momento de la liberación. En 1993, el álbum fue relanzado con pistas adicionales como Works Live.
Su siguiente disco, Love Beach, de 1978, fue descrito por los integrantes del grupo como resultado de la inercia y completamente prescindible, grabado por exigencias de la discográfica. No obstante, contiene una versión de "Canario" de Joaquín Rodrigo, de cierto interés musical.
Un año después del último trabajo referido se separaron y ejercería cada uno diferentes proyectos en la industria musical. Greg Lake inició una carrera en solitario que resultó ser bastante exitosa, Keith Emerson se dedicó a grabar música para filmes y uno que otro proyecto personal, mientras que Carl Palmer se unió al supergrupo Asia.

### Década de 1980
En 1985 la discográfica Polydor intentó rearmar Emerson, Lake & Palmer. Aunque Emerson y Lake prácticamente no se habían vuelto a ver desde la separación del grupo se reunieron en Londres para evaluar el proyecto. Palmer, por su parte avaló la idea pero no participó debido a que estaba atado a Asia. Luego de que varios bateristas se presentaran ante ellos contrataron a Cozy Powell quién tocaba con Whitesnake, además de haber estado en el grupo de Jeff Beck y en Rainbow.

#### Emerson, Lake & Powell y 3

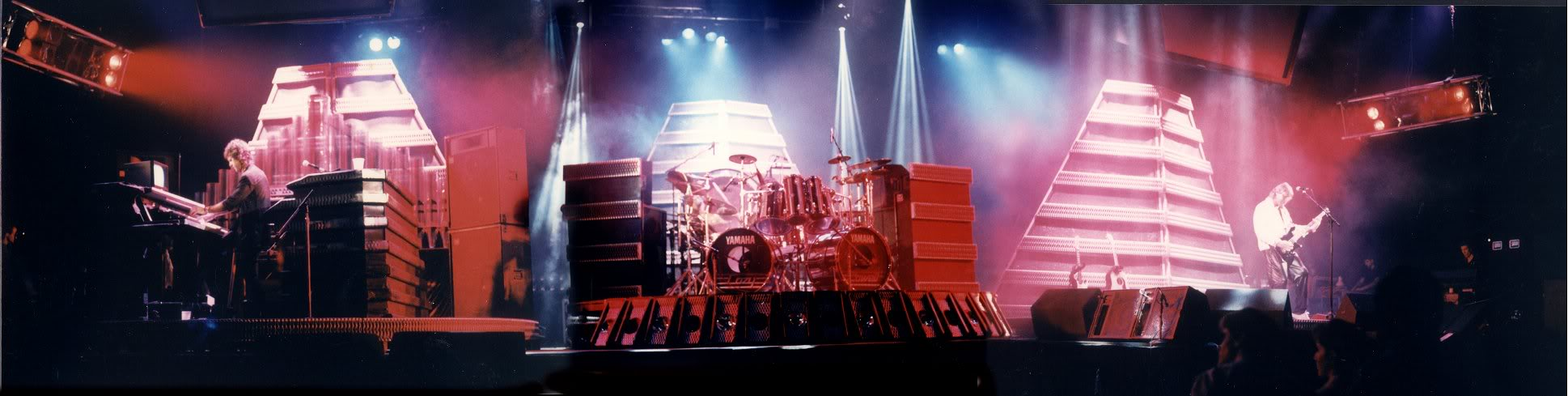
Emerson, Lake & Powell (panorama)

Emerson, Lake & Powell lanzaron su disco debut en 1986 y empezaron a ensayar para su gira por los Estados Unidos e Inglaterra. Aunque no alcanzaron el éxito de la formación anterior el grupo logró producir un muy aceptable disco. Luego de que el trío anunciara su gira norteamericana para 1986 la gente empezó a entusiasmarse con la idea. Sin embargo, esa fue la única visita a Norteamérica. Con el final de la gira llegó el final de Emerson, Lake & Powell.
En 1988, Emerson y Palmer se unieron a Robert Berry para formar la banda 3. Lanzaron un álbum, To the Power of Three, en el mismo año.

### Década de 1990

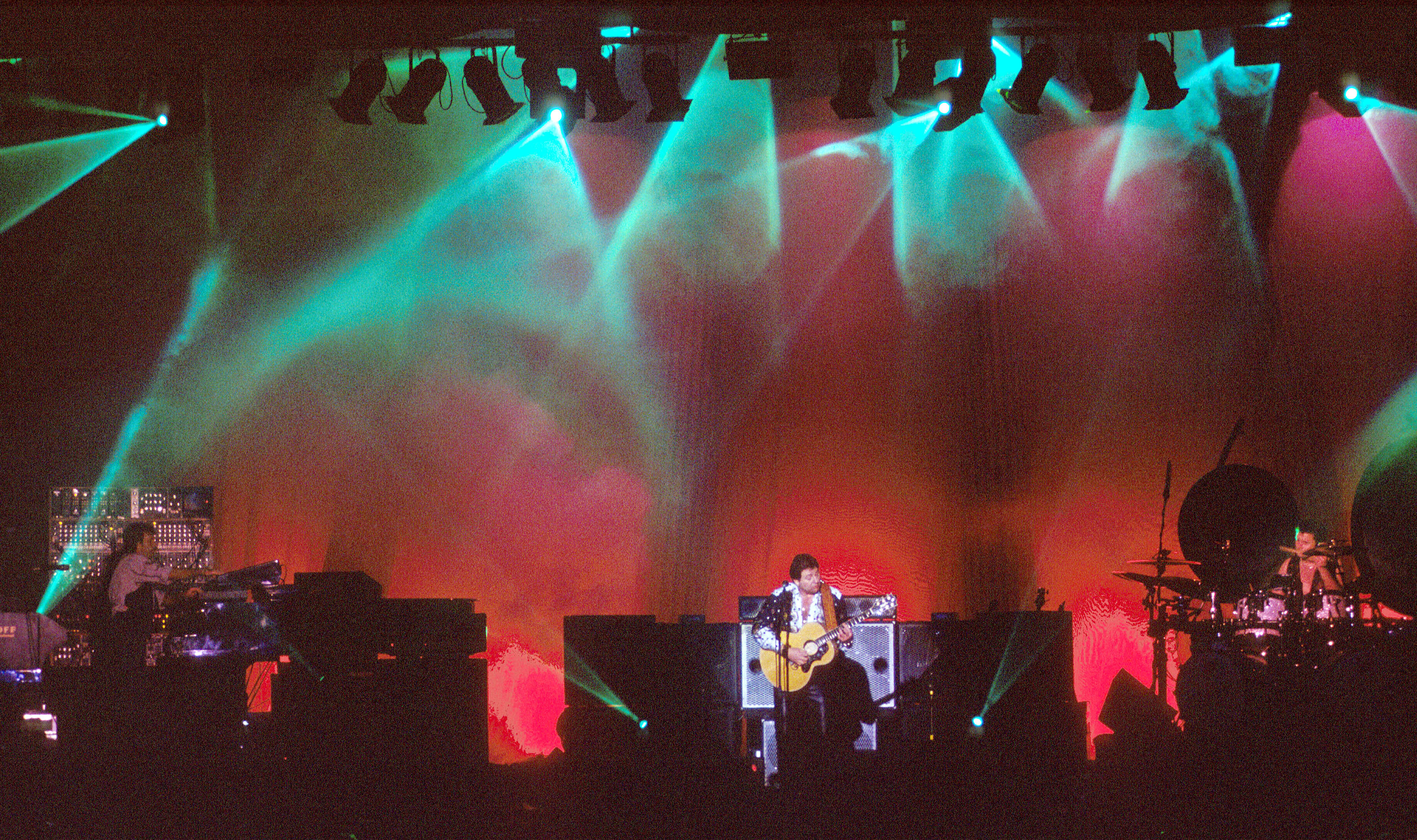
Emerson, Lake & Palmer en 1992

En 1991, fueron llamados por Phil Carson (con el regreso de Carl Palmer) para que los tres ayudaran a componer la música de una película. La película nunca se concretó, pero el disco sí: Black Moon. En 1992 el grupo volvió a los escenarios y con un disco muy bien producido por Mark Mancina, un músico de filmes, admirador a muerte del trío y un músico maduro. El álbum devolvió a ELP a la escena contemporánea de la música manteniendo el sonido tradicional del grupo agregándole un sonido vibrante y moderno.
Durante 1992 y 1993 estuvieron de gira y se instalaron en Los Ángeles para grabar a finales de 1993 su siguiente disco. Fue durante este período que Keith Emerson empezó a tener problemas con un nervio de su brazo derecho que lo obligó a entrar al quirófano. Esto afectó seriamente la calidad de In the Hot Seat que debió ser grabado por separado y luego armado en un estudio. El estado de salud de Emerson obligó a suspender la gira que tenían planeada. Luego de dos años fuera de la escena musical volvieron en 1996 acompañados por sus colegas de Jethro Tull en una gira triunfal por todos Estados Unidos. Esta gira fue de las más apreciadas por la crítica y de las más aplaudidas por el público durante ese verano boreal. Y a pesar de que los tres miembros del grupo continuaban con sus propios proyectos la cálida recepción de la gente los consolidó como grupo nuevamente.
Sin embargo, cuando tenían planeado encarar el estudio de vuelta luego de una gira en 1998, la banda volvió a disolverse debido a tensiones entre los miembros. Desde entonces los músicos continuaron con sus proyectos en solitario sin la idea de volverse a juntar tras haber pasado ya una década. Aunque a principios de 2009 hubo intenciones de reunir nuevamente al trío para algunos shows pero fue cancelada debido a algunos inconvenientes físicos de Keith Emerson que lo llevó también a cancelar sus shows con su banda Keith Emerson featuring Marc Bonilla.

### Década de 2000
En abril de 2010, Emerson y Lake se embarcaron en una gira por América del Norte, presentando un repertorio acústico de su trabajo. El 14 de mayo de 2010, Shout! Factory publicó A Time and a Place, una colección de 4 CD con temas en directo.
El 25 de julio de 2010, Emerson, Lake & Palmer realizaron un único concierto de 40 aniversario, siendo cabezas de cartel del evento High Voltage Festival en Victoria Park. Todo el concierto fue lanzado más tarde en CD como High Voltage, y como un DVD y Blu-ray llamado ... Welcome Back My Friends. 40th Anniversary Reunion Concert. High Voltage Festival - 25 July 2010. Junto a este DVD también se lanzó junto con un documental definitivo de los 40 años de historia de la banda.
Shout! Factory lanzó cuatro álbumes en vivo de la banda: Live at Nassau Coliseum '78 (grabado el 9 de febrero de 1978, en el Nassau Veterans Memorial Coliseum en Uniondale, Nueva York), Live at the Mar Y Sol Festival '72 (grabado en vivo el 2 de abril de 1972 en el Festival de Mar Y Sol, Vega Baja, Puerto Rico), Live In California 1974 (grabado en vivo en el California Jam), y Live In Montreal 1977, (grabado el 26 de agosto de 1977 en el estadio Olímpico de Montreal).
ELP firmó un acuerdo de licencia mundial con Sony Music Entertainment. En América del Norte, la banda se está moviendo a Razor & Tie. En 2015, Emerson, Lake & Palmer cambiaron su distribuidor mundial a BMG Managements Rights.

#### 2016: muerte de Emerson y Lake
El 11 de marzo de 2016, Keith Emerson se suicidó de un disparo en la cabeza. Nueve meses después, el 7 de diciembre, Greg Lake falleció a causa del cáncer, poniendo fin a la historia de la banda.

## Legado
Desde hace 40 años y pese a los altibajos, Keith Emerson, Greg Lake y Carl Palmer están entre los grandes pioneros del rock progresivo. Su música se ha mantenido como un referente del género además de seguir llamando la atención de las nuevas generaciones. Sin duda tres artistas con talento extraordinario y que desde sus inicios causaron expectación en los medios al venir cada uno de sus anteriores bandas ya con algún prestigio (The Nice, King Crimson, Atomic Rooster) popularizaron tanto la interpretación de música clásica con arreglos de rock, como la fusión de ambas (en sus álbumes se puede encontrar música de compositores tan disímiles entre sí como Alberto Ginastera, Béla Bartók o Aaron Copland) e ingresaron a la categoría de las bandas "Arena Rock" o "rock-estadio".
También es destacable la influencia que el grupo ha tenido en la música de videojuegos, en compositores como Kōji Kondō o Nobuo Uematsu.

## Miembros

### Emerson, Lake & Palmer (1970-1979, 1992-1998, 2010)
- Keith Emerson – teclados (piano, clavecín, órgano Hammond C3 y L100, Moog III-C, Minimoog, órgano de tubos, celesta y clavinet) y acordeón (Falleció el 11 de marzo de 2016 (71 años))
- Greg Lake – voz, bajo, contrabajo, guitarras, dulcémele apalachiano, armónica, silbido y producción[7] (Falleció el 7 de diciembre de 2016 (69 años))
- Carl Palmer – batería, percusiones (rototoms, timbales latinos y sinfónicos, congas, bongos, pandereta, tam-tams, campanas tubulares, cortinilla, glockenspiel, marimba y dulcémele martillado) y flauta

## Discografía

### Álbumes

#### Estudio
- Emerson, Lake & Palmer. Island (noviembre de 1970) - POP #18; Reino Unido #4
- Tarkus. Island (junio de 1971) - POP #9; Reino Unido #1
- Trilogy. Island (julio de 1972) - POP #5; Reino Unido #2
- Brain Salad Surgery. Manticore (noviembre de 1973) - POP #11; Reino Unido #2
- Works Volume 1. Atlantic (marzo de 1977) - POP #12; Reino Unido #9
- Works Volume 2. Atlantic (noviembre de 1977) - POP #37; Reino Unido #20
- Love Beach. Atlantic (noviembre de 1978) - POP #55; Reino Unido #48
- Black Moon. Victory (junio de 1992) - POP #78
- In the Hot Seat. Victory (septiembre de 1994)

#### En vivo
- Pictures at an Exhibition. Island (noviembre de 1971) - POP #10; Reino Unido #3
- Welcome Back My Friends to the Show That Never Ends. Manticore (agosto de 1974) - POP #4; Reino Unido #5
- In Concert (grabado en 1977). Atlantic (octubre de 1979) - POP #73
- Live at the Royal Albert Hall. London (febrero de 1993)
- Works Live (grabado en 1977). London (diciembre de 1993)
- King Biscuit Flower Hour: Greatest Hits Live. King Biscuit (agosto de 1997)
- Then & Now (grabado en 1974 y 1998). Eagle (octubre de 1998)
- Live in Poland (grabado en 1997). Metal Minds (septiembre de 1999)
- Live at the Isle of Wight Festival 1970. Sanctuary (febrero de 2002)
- High Voltage. Concert One (2010)
- Live at Nassau Coliseum '78. Shout! Factory (2011)
- Live at The Mar Y Sol Festival '72. Shout! Factory (2011)
- Live in California 1974. Shout! Factory (2012)
- Live in Montreal 1977. Shout Factory (2013)
- Once Upon a Time: Live in South America. Rock Beat (2015)

#### Recopilaciones
- The Best of Emerson, Lake & Palmer. Atlantic (noviembre de 1980) - #POP 108
- The Atlantic Years. 2xcd, Atlantic (julio de 1992)
- The Return of the Manticore. 4xcd, Victory (noviembre de 1993)
- The Best of Emerson, Lake & Palmer. Victory (1994)
- The Very Best of Emerson, Lake & Palmer. Rhino (octubre de 2000)
- Fanfare for the Common Man: The Anthology. Castle (enero de 2001)
- The Original Bootleg Series from the Manticore Vaults: Vol. One. 7xcd, Castle (agosto de 2001)
- The Original Bootleg Series from the Manticore Vaults: Vol. Two. 8xcd, Castle (agosto de 2001)
- The Original Bootleg Series from the Manticore Vaults: Vol. Three. 4xcd, Castle (julio de 2002)
- Rewors: Brain Salad Perjury. Recopilación de remezclas, 3xcd, Invisible Hands (enero de 2003)
- The Ultimate Collection. 2xcd, Sanctuary (junio de 2004) - Reino Unido #43
- The Original Bootleg Series from the Manticore Vaults: Vol. Four. 8xcd, Castle (julio de 2006)
- The Essential Emerson, Lake & Palmer. 2xcd, Shout! Factory (enero de 2007)
- From the Beginning. 5xcd, Sanctuary (agosto de 2007)
- The Anthology. 3xcd, Sony (julio de 2016)

### Sencillos
- Lucky Man / Knife Edge. Cotillion (marzo de 1971) - POP #48
- Stones of Years / A Time and a Place. Cotillion (septiembre de 1971)
- Nutrocker / The Great Gates of Kiev. Cotillion (marzo de 1972) - POP #70
- From the Beginning / Living Sin. Cotillion (agosto de 1972) - POP #39
- Jerusalem / When the Apple Blossom Blooms in the Windmills of Your Mind, I'll Be Your Valentine. Manticore (diciembre de 1973)
- Brain Salad Surgery / Still...You Turn Me On. Manticore (diciembre de 1973)
- Fanfare for the Common Man (edición) / Brain Salad Surgery. Atlantic (junio de 1977) - Reino Unido #2
- Tiger in a Spotlight / So Far to Fall. Atlantic (noviembre de 1977)
- All I Want Is You / Tiger in a Spotlight. Atlantic (noviembre de 1978)
- Peter Gunn (en vivo) / Knife Edge (en vivo). Atlantic (diciembre de 1979)
- Black Moon / Miles Iz Dead. London (mayo de 1992) - ROK #44
- Affairs of the Heart / Better Days. London (noviembre de 1992)

POP: Billboard Singles Chart; ROK: Billboard Mainstream Rock Tracks; Reino Unido: UK Singles Chart

#### Sencillos de Greg Lake
- I Believe in Father Christmas / Humbug. Manticore (noviembre de 1975) - POP #95; Reino Unido #2
- C'est La Vie / Jeremy Bender, c/ELP (cara B). Atlantic (agosto de 1977) - POP #91
- Watching Over You / Hallowed Be Thy Name. Atlantic (enero de 1978)

#### Sencillos de Keith Emerson
- Honky Tonk Train Blues / Barrel House Shake Down. Manticore (abril de 1976) - Reino Unido #21
- Maple Leaf Rag (Odeon Rag) / The Sheriff, c/ELP (cara B). Dischi Ricordi - serie Manticore (septiembre de 1977)

## Videografía
- Pictures At An Exhibition (VHS 1986, DVD 2002)
- The Manticore Special (VHS, 2003)
- Works Orchestral Tour (VHS, 2003)
- Live At The Royal Albert Hall (DVD, 2003)
- Welcome Back (DVD, 2003)
- Masters From The Vaults (DVD, 2004)
- Live At Montreux 1997 (DVD, 2004)
- Beyond The Beginning (DVD, 2005)
- The Manticore Special: Works Orchestral Tour (DVD, 2005)